# Kettenraucher
Ein Kettenraucher ist ein Konsument von Zigaretten oder anderen Tabakwaren, der diese nahezu unablässig konsumiert. Aufgrund der abhängigmachenden Wirkung von Nikotin ist anzunehmen, dass das Kettenrauchen die äußerste Form der Abhängigkeit von ebendem darstellt. Es sind Fälle bekannt geworden, in denen ein Mensch ca. 120–140 Zigaretten am Tag rauchte. Unter Zigarren- oder Pfeifenrauchern ist das Phänomen „Kette rauchen“ wenig verbreitet.
Eine medizinische Abgrenzung des „Kettenrauchers“ existiert derzeit nicht. Hilfreich hierzu mag sein, dass die WHO einen Konsumenten, der mehr als 20 Zigaretten pro Tag raucht, als „starken Raucher“ klassifiziert.

## Risiken
Mit einem derart extremen Tabakkonsum gehen in aller Regel markante gesundheitliche Probleme einher; nicht nur für den Kettenraucher, sondern auch für dessen Umfeld. Die Probleme beginnen damit, dass der Mensch eine gewisse Zeit an Schlaf benötigt, in dem der Pegel der Suchtstoffe aufgrund der Giftverarbeitung und mangels neuer Zufuhr im Körper sinkt. Deshalb haben die Süchtigen bereits kurz nach dem Aufwachen ein hohes Konsumbedürfnis, das auch mit Schlafstörungen einhergehen kann. Statistisch haben Raucher ohnehin eine verkürzte Lebenserwartung; beim Kettenraucher sinkt diese noch zusätzlich. Ein hoher Prozentsatz von Kettenrauchern kommt im Laufe des Lebens in Gefahr, an den einschlägigen Krebsarten (vor allem Lungenkrebs) und/oder chronisch-obstruktiver Lungenerkrankung zu erkranken. Da Kettenraucher jedoch kein wissenschaftlicher Begriff ist, werden sie in Statistiken nicht gesondert aufgeführt.